# Zack Estrin
Zack Estrin (16 de septiembre de 1971 - 23 de septiembre de 2022) fue un guionista y productor de televisión estadounidense.
Estrin comenzó su carrera como escritor y productor en Charmed, Dawson's Creek y Tru Calling, antes de ser coproductor ejecutivo de Prison Break . Estaba listo para escribir el guion de un spin-off que finalmente no se produjo, Prison Break: Cherry Hill, junto con el productor ejecutivo ' Prison Break, Matt Olmstead, quienes concibieron la idea del spin-off con su compañera productora ejecutiva, Dawn Parouse . . También fue productor de la película Stranger than Fiction .
En el 2018, fue productor ejecutivo de la serie de Netflix Lost in Space . 

## Vida personal y muerte.
Estrin nació en Woodland, California, y creció en Brooklyn, Nueva York.
Estrin asistió a la Universidad del Sur de California . Él y su esposa, Kari, tuvieron dos hijas.
El 23 de septiembre de 2022, Estrin murió mientras trotaba en Hermosa Beach, California, luego de aparentemente sufrir un paro cardíaco . Tenía 51 años y no se sabía que estuviera enfermo.